# 興雲寺
興雲寺（こううんじ）は、鳥取県八頭郡智頭町智頭364にある曹洞宗の仏教寺院。山号は龍吟山。因幡三十三観音20番札所。智頭宿の智頭往来沿いに位置する。

## 歴史
臨済宗妙心寺派の寺院として創建されたと伝わる。文禄2年（1593年）8月には高麗水と呼ばれる大洪水が起こり、牛臥山山裾にあった堂宇は会下山の土砂崩に飲み込まれ喪失したが、再建された小さなお堂で無住の寺としてかろうじて存続した。
寛永2年（1625年）に鳥取市湯所の天徳寺の五世由山を開山、曹洞宗の寺院として復興した。寛永9年（1632年）には鳥取藩と備前岡山藩の国替えが行われ、鳥取藩初代藩主の池田光仲は父である池田忠雄の位牌とともに興雲寺に泊まった。興雲寺には忠雄の位牌が安置され、鳥取藩の庇護を受けて寺領が安堵され、智頭宿とともに発展するに至った。

## 伽藍
- 本堂
- 鐘楼
- 寺務所
- 山門
- 墓地 - 仏師の国米泰石の墓がある。

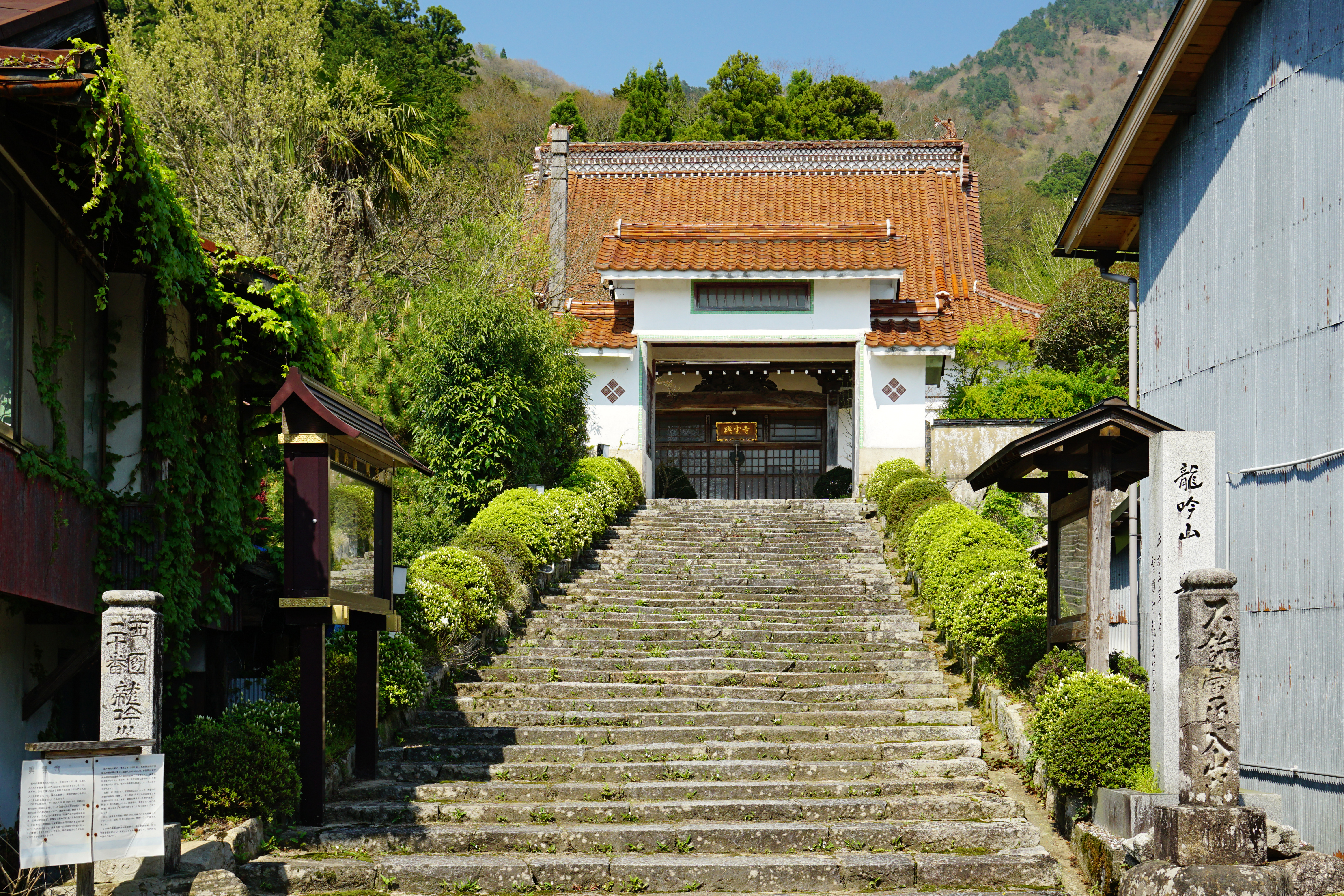
参道と山門（2015年）

- 観音ホール 傘修館 - 1996年（平成8年）建立。こけら落しとして一龍斎春水（麻上洋子）が来演[2]。

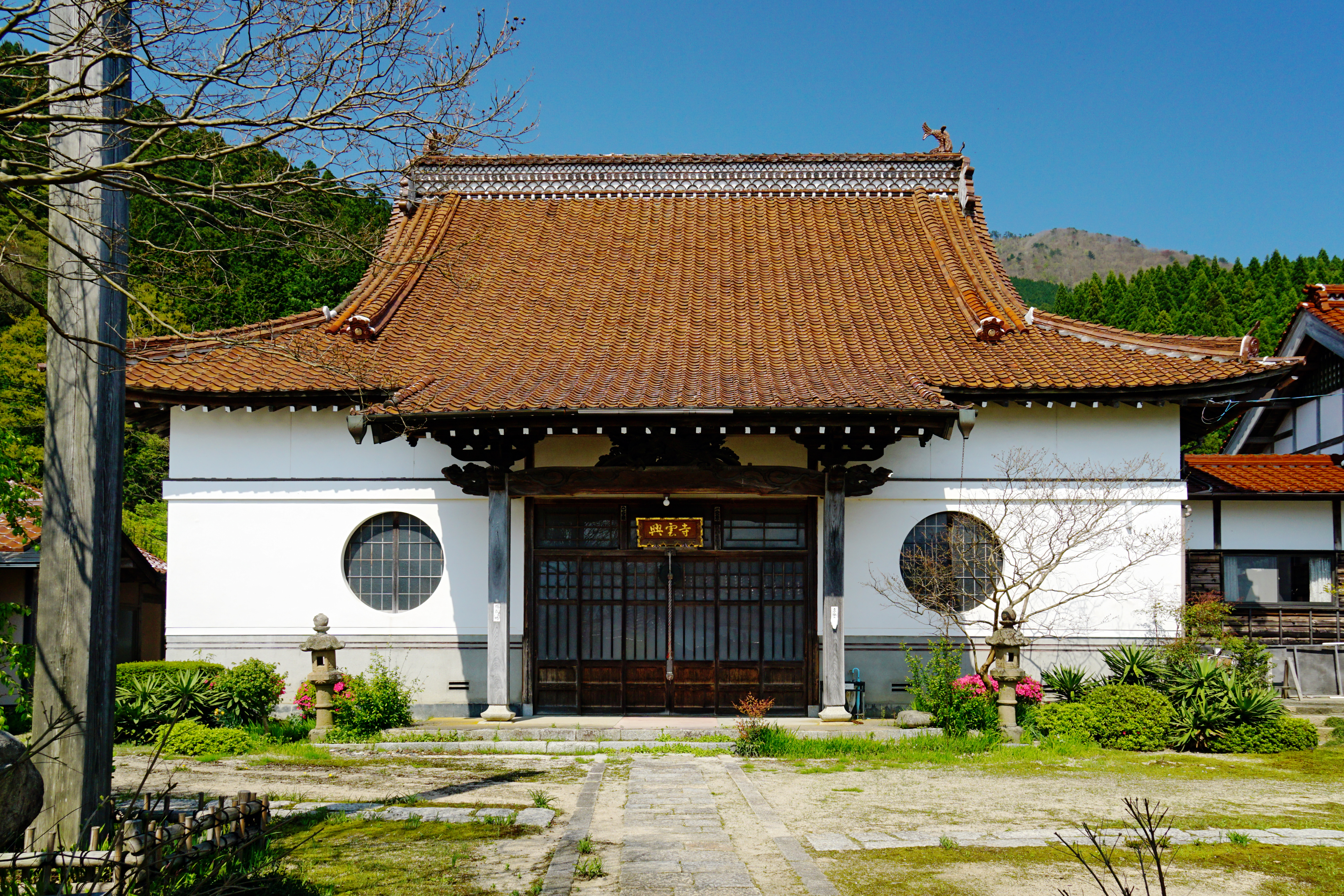
本堂（2015年）
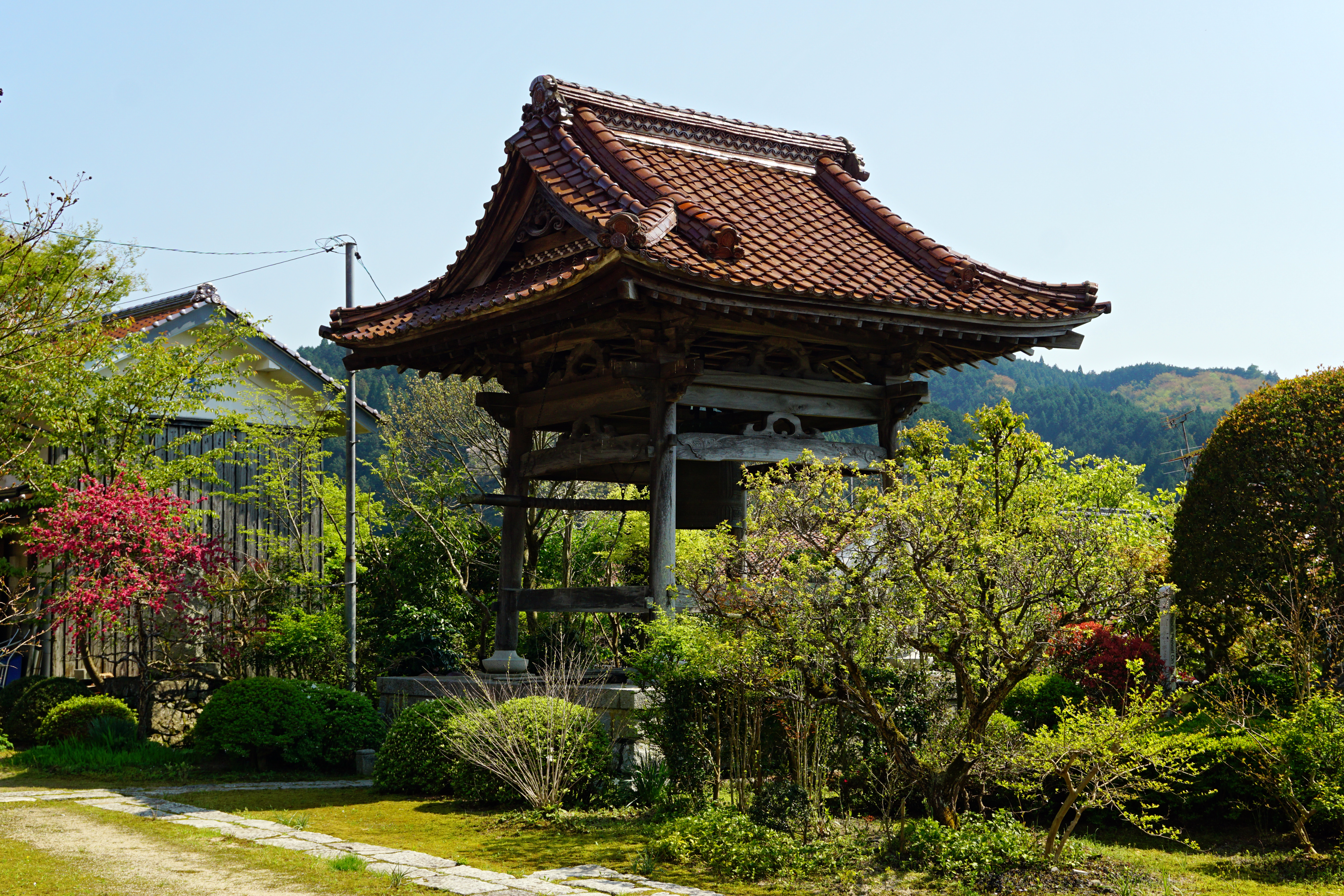
鐘楼
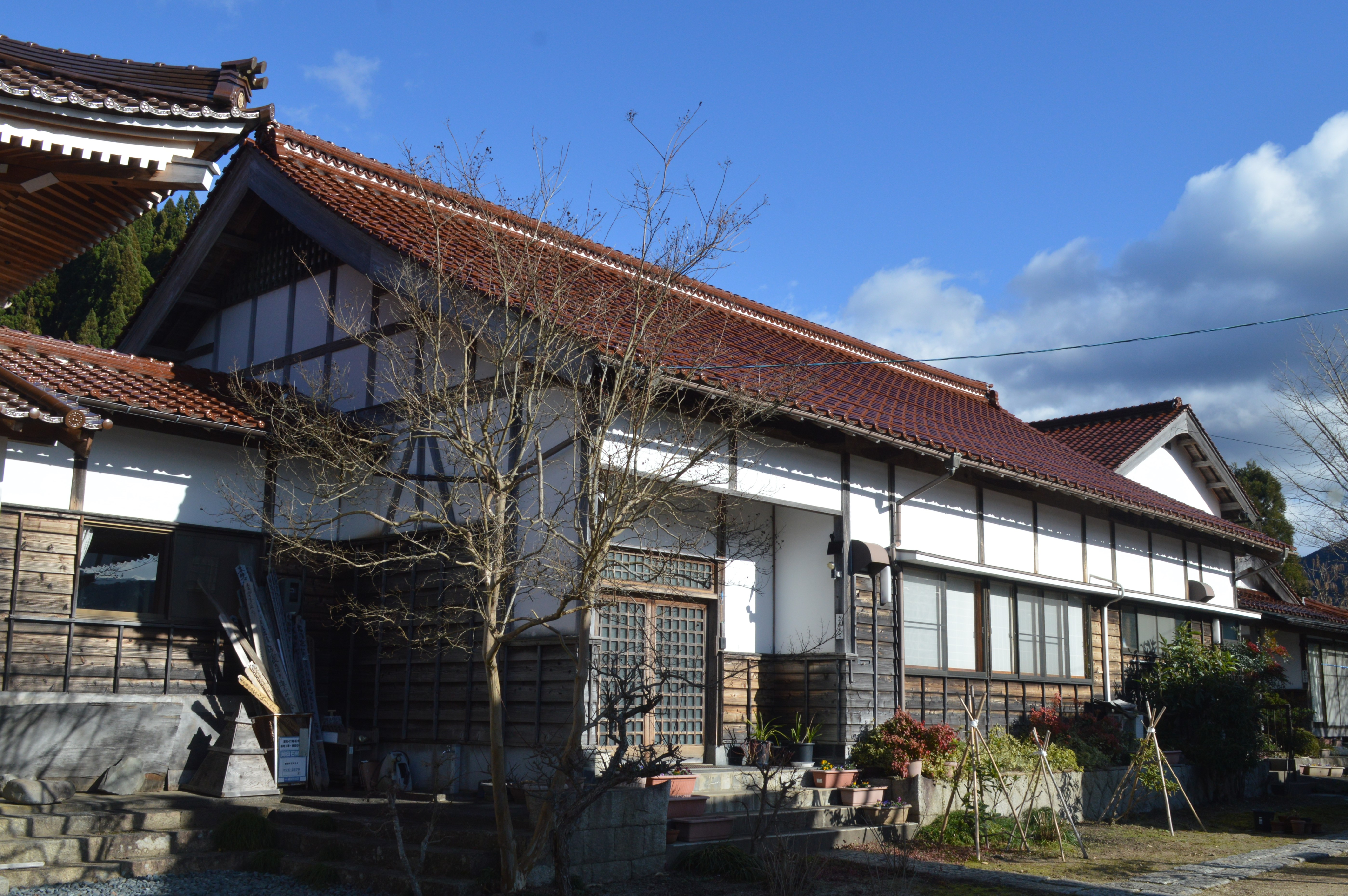
寺務所
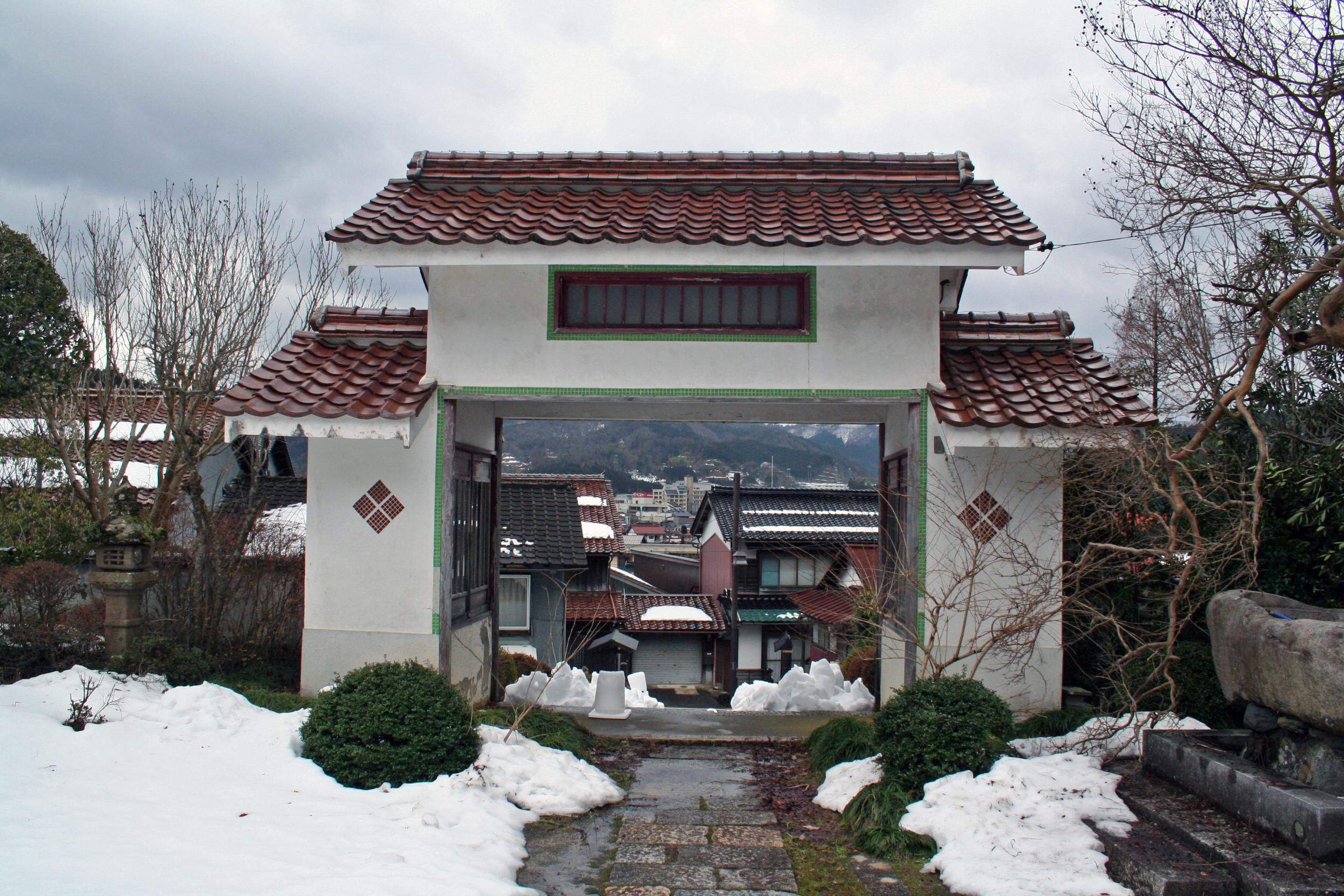
山門
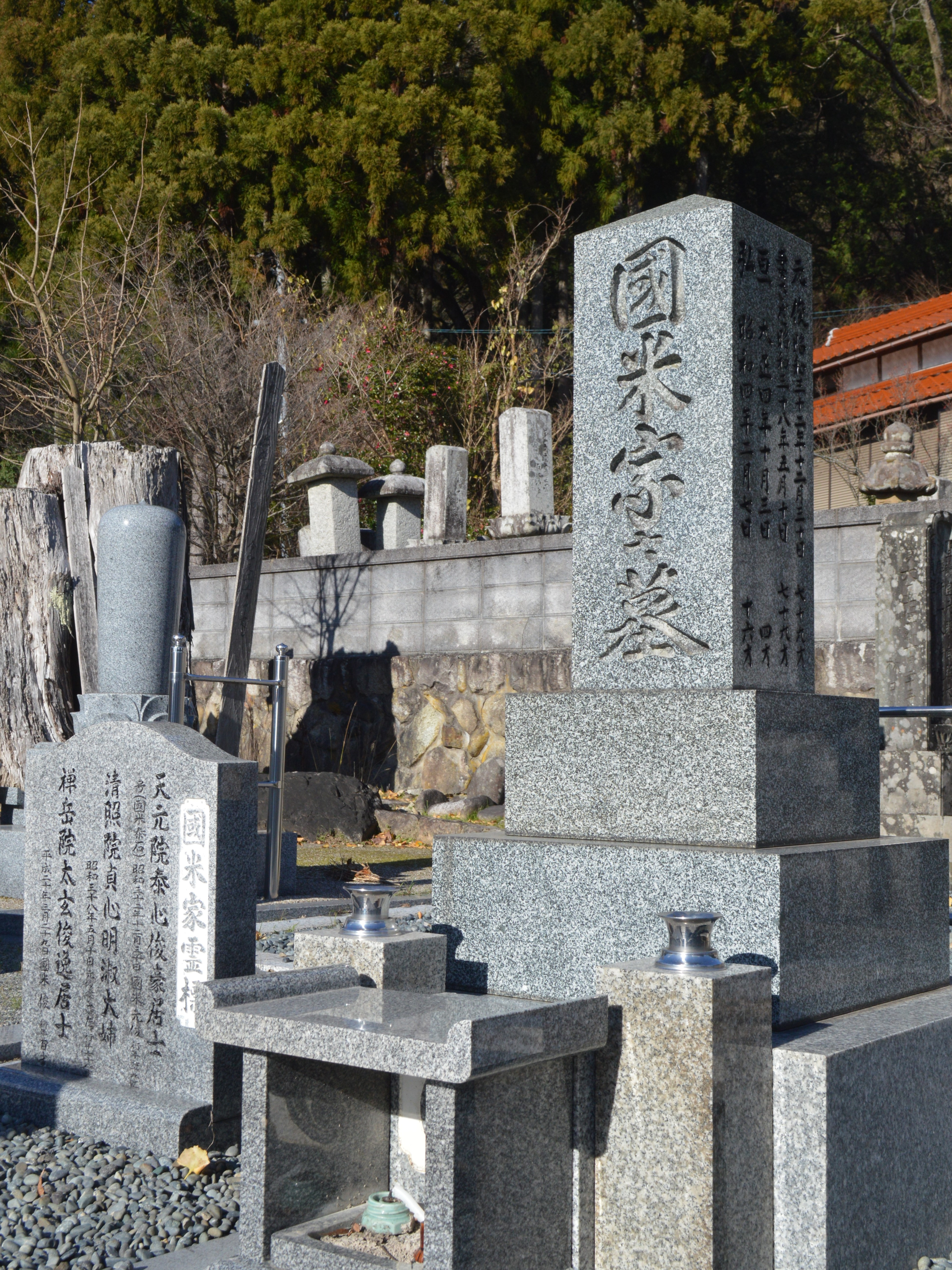
国米泰石の墓
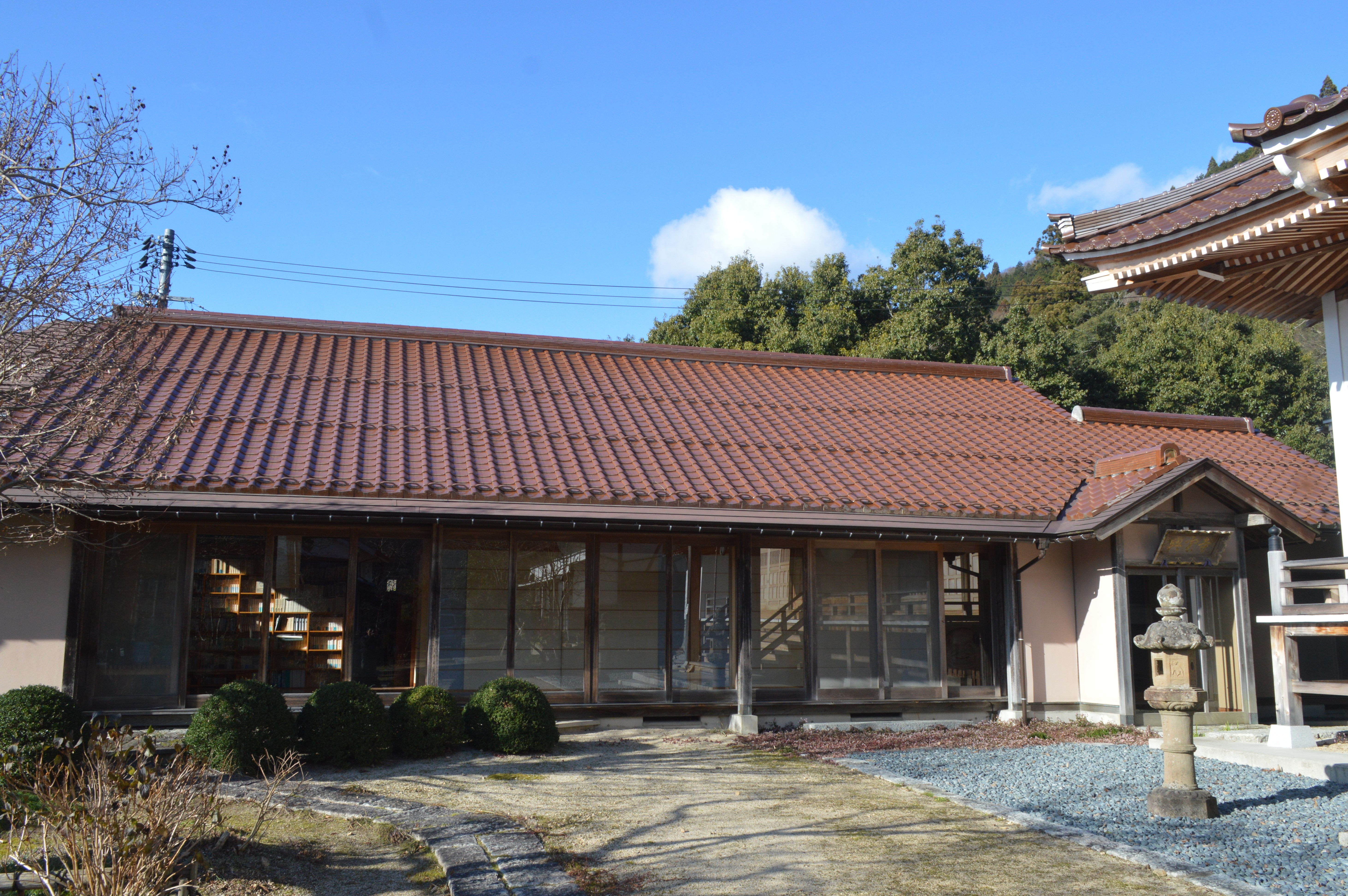
観音ホール 傘修館

## 行事
- 座禅の会 - 毎月第2土曜日
- 朗読の会 - 奇数月第4土曜日

## 文化財

### 町指定文化財
- 弘法大師坐像
  - 座高17cm。桧造り。1938年（昭和13年）に仏師の国米泰石が製作。1977年（昭和52年）9月30日に智頭町有形文化財に指定された[3]。

## 交通アクセス
- 智頭急行・JR因美線智頭駅から徒歩10分